# Carlos Leonel Torres
Carlos Leonel „Chino” Torres (ur. 20 października 1994 w Rosario) – argentyński piłkarz występujący na pozycji lewego skrzydłowego, od 2021 roku zawodnik nikaraguańskiego Diriangén.